# Sl8n8
Sl8n8 (sms-taal voor "Slachtnacht") is een Nederlands-Belgische horrorfilm uit 2006. De productie, script en regie werden gedaan door Frank van Geloven en Edwin Visser, die al vijf jaar aan het project bezig waren.
De film ging in première op het Nederlands filmfestival en werd samen met twee andere horrorfilms vertoond (Doodeind en Horizonica).
Victoria Koblenko maakte haar derde opwachting in een horror/thriller en werd prompt tot Nederlandse scream queen van de horror benoemd.

## Verhaal
De vader van Kristel Lodema (Victoria Koblenko) komt om nadat zijn wagen door een vrachtwagen wordt aangereden. Enkele dagen na de begrafenis gaat Kristel met enkele vrienden naar een oude Belgische steenkolenmijn om een manuscript van haar vader op te halen. Hij deed onderzoek naar de seriemoordenaar Andries Martiens, die een eeuw geleden als "vuurman" in die steenkolenmijn om het leven kwam. Vuurmannen waren ter dood veroordeelde criminelen, die in de mijn hun laatste kans kregen.
Samen met een klein groepje toeristen krijgen Kristel en haar vrienden een rondleiding in de mijn van gids Louis Corpus. Uiteraard komen ze vast te zitten in de mijn, waar de geest van Andries Martiens nog blijkt rond te dwalen...

## Rolverdeling
| Acteur              | Personage         |
| ------------------- | ----------------- |
| Victoria Koblenko   | Kristel Lodema    |
| Jop Joris           | Paul              |
| Kurt Rogiers        | Mark              |
| Carolina Dijkhuizen | Liesbeth          |
| Lara Toorop         | Susan             |
| Steve Hooi          | Ruud              |
| Linda van der Steen | Estrild           |
| Serge-Henri Valcke  | gids Louis Corpus |
| Emiel Sandtke       | Stefan            |
| Theu Boermans       | Gaston            |
| Martijn Oversteegen | Martin Lodema     |
| Liz Snoyink         | Carla Lodema      |
| Michaël van Buuren  | Toine             |

## Trivia
- Een klein gedeelte van het team dat de speciale effecten voor The Lord of the Rings deed, deed ook voor deze film de effecten en Make-up. Dit Amsterdamse bedrijf, UNREAL, is gespecialiseerd in visuele effecten, zoals Special Make-up Effects, Special Props en Realistic Dummies.
- De titelsong is Love me Like a Lion (1974), van BZN. Dit was uit de tijd dat zij nog hardrockmuziek maakten.
- Victoria Koblenko won de Gouden Ui voor slechtste actrice